# Горохове (Новгород-Сіверський район)
Горо́хове — село в Україні, у Коропській селищній громаді Новгород-Сіверського району Чернігівської області. Населення становить 158 осіб. Від 2016 орган місцевого самоврядування — Коропська селищна рада.

## Символіка
На гербі зображені два стручка молодого гороху, що вказує на існування в минулому двох горохових хуторів (герб є промовистим). Православний хрест та чаша для причастя символізують церкву, побудова якої і ознаменувала об'єднання хуторів в єдине село. Червона смужечка вказує на Кролевецький район, де є село, назване на честь нашого. Синій колір символізує Коропську громаду.

## Історія
За переписом 1897 р. у Чернігівській губернії було два козацькі Горохові хутори, один при озері Гороховка в Атюшській волості Кролевецького повіту, другий – при безіменному озері в Батуринській волості Конотопського повіту. У 1899 р. була збудована Успенська церква в селі Горохові хутори Атюшської волості Кролевецького повіту [2, арк. 354/13]. Це була 68 церква в Кролевецькому повіті. Таким чином Успенська церква об’єднала два Горохові хутори в один приход, в одне село Горохові хутори. З утворенням Сумської області в 1939 р. село Горохове залишилося в Чернігівській області в Коропському районі, а Конотоп та Кролевець відійшли зі своїми урізаними районами до Сумської області. Кролевець не змирився з втратою села Горохове й утворив нове село Горохове за 10 км від себе по дорозі до Мутина, поряд зі старими хуторами, що стали зватися селами: Малинове, Жабкине, Кащенкове, Отрохове, Кубахове…
12 червня 2020 року, відповідно до розпорядження Кабінету Міністрів України № 730-р «Про визначення адміністративних центрів та затвердження територій територіальних громад Чернігівської області», увійшло до складу Коропської селищної громади.
19 липня 2020 року, в результаті адміністративно-територіальної реформи та ліквідації Коропського району, увійшло до складу Новгород-Сіверського району Чернігівської області.

## Населення

### Мова
Розподіл населення за рідною мовою за даними перепису 2001 року:
| Мова       | Кількість | Відсоток |
| ---------- | --------- | -------- |
| українська | 154       | 97.47%   |
| російська  | 4         | 2.53%    |
| Усього     | 158       | 100%     |

## Постаті
- Маслак Артем Вікторович (1992—2024) — молодший сержант Збройних сил України, учасник російсько-української війни.